# River Foyers
River Foyers är ett vattendrag i Storbritannien.   Det ligger i kommunen Highland och riksdelen Skottland, i den norra delen av landet, 700 km norr om huvudstaden London. River Foyers ligger vid sjöarna  Loch Ness och Loch nan Lann.